# Lucille Opitz
Lucille Opitz (Berlín Oriental, RDA, 24 de noviembre de 1977) es una deportista alemana que compitió en patinaje de velocidad sobre hielo. 
Participó en los Juegos Olímpicos de Turín 2006, obteniendo una medalla de oro en la prueba de persecución por equipos (junto con Daniela Anschütz-Thoms, Anni Friesinger, Claudia Pechstein y Sabine Völker).
Ganó dos medallas de bronce en el Campeonato Mundial de Patinaje de Velocidad sobre Hielo en Distancia Individual, en los años 2007 y 2008.

## Palmarés internacional
| Juegos Olímpicos                           | Juegos Olímpicos                | Juegos Olímpicos  | Juegos Olímpicos        |
| Año                                        | Lugar                           | Medalla           | Prueba                  |
| ------------------------------------------ | ------------------------------- | ----------------- | ----------------------- |
| 2006                                       | Turín (Italia)                  | Medalla de oro    | Persecución por equipos |
| Campeonato Mundial en Distancia Individual |                                 |                   |                         |
| Año                                        | Lugar                           | Medalla           | Prueba                  |
| 2007                                       | Salt Lake City (Estados Unidos) | Medalla de bronce | Persecución por equipos |
| 2008                                       | Nagano (Japón)                  | Medalla de bronce | Persecución por equipos |